# Alien: Isolation
Alien: Isolation é um jogo eletrônico de ação-aventura e sobrevivência desenvolvido pela Creative Assembly e publicado pela Sega. Ele foi lançado originalmente para as plataformas Microsoft Windows, PlayStation 3, PlayStation 4, Xbox 360 e Xbox One. O jogo é baseado na série de filmes de terror de ficção científica Alien, e acontece quinze anos após os eventos do filme original Alien de 1979, seguindo a engenheira Amanda Ripley, filha da protagonista Ellen Ripley de Alien, enquanto ela investiga o desaparecimento de sua mãe.
Diferente das adaptações anteriores da franquia Alien, Alien: Isolation dá ênfase à jogabilidade furtiva e de terror, exigindo que o jogador evite e seja mais esperto que uma única criatura alienígena utilizando ferramentas como um detector de movimentos e um lança-chamas. Ele foi projetado para se parecer com o filme original, e não com a sequência cinematográfica Aliens, mais orientada para a ação em 1986, e apresenta uma visão similar da década de 1970 de como seria o futuro. O jogo roda em uma engine construída do zero para acomodar aspectos técnicos, como efeitos atmosféricos e de iluminação e o comportamento do Alien. A Creative Assembly pretendia fazer Alien: Isolation como um jogo em terceira pessoa, mas que acabou optando pela perspectiva em primeira pessoa no intuito de criar uma experiência mais intensa.
Alien: Isolation foi recebido com críticas positivas e vendeu mais de dois milhões de cópias até maio de 2015. As análises elogiaram a direção de arte retro-futurista do jogo, o design de som e a inteligência artificial do Alien, mas criticaram seus personagens e seu longo tempo de duração. O jogo ganhou vários prêmios de fim de ano, incluindo Melhor Áudio no Game Developers Choice Awards de 2015 e Mérito de Áudio no British Academy of Film and Television Arts Awards de 2015. O jogo foi convertido pela Feral Interactive para as plataformas Linux e OS X em 2015 e para o Nintendo Switch em 2019.

## Jogabilidade
A Creative Assembly descreveu Alien: Isolation como um jogo de survival horror em oposição a um jogo de ação, projetando o jogo mais de acordo com Alien, de Ridley Scott, ao contrário da maioria dos outros jogos da série voltados para a ação reminiscente de Aliens, de James Cameron. Alien: Isolation possui um único Alien durante a maior parte de sua duração que não pode ser morto, exigindo que o jogador utilize táticas stealth para sobreviver. Embora o jogo apresenta algumas armas, elas são letais apenas contra humanos, androides e facehuggers. O jogador também pode terminar o jogo sem matar humanos, utilizando métodos não letais. Em vez de seguir um caminho predeterminado, a inteligência artificial do Alien foi programada para caçar ativamente o jogador por visão, audição e olfato. Ela foi programada com um conjunto complexo de modelos comportamentais que desbloqueiam à medida que encontra o jogador, criando a ilusão de que o Alien aprende com cada encontro com o jogador e adequadamente ajusta a sua estratégia de caça. Isto inclui a capacidade para o Alien para investigar “fontes secundárias” de distúrbios. Por exemplo, se ele percebe um armário ou saída de ar aberta, o Alien vai procurar quem abriu. O Alien emite vocalizações específicas, dependendo do seu objetivo: um grito pode indicar que ele está prestes a atacar, enquanto outros sons pode indicar que ele está procurando, que tem visto alguma coisa, ou que perdeu o rastro de sua presa. O jogador tem a capacidade de se agachar para se esconder atrás de objetos para quebrar a linha de visão com o Alien, e o jogador pode então espreitar secretamente sobre ou inclinar-se para ganhar visão. O jogador também pode executar e possui tanto uma lanterna e um rastreador de movimento para detectar os movimentos do Alien. No entanto, usando qualquer um destes cria barulho ou luz, o que aumenta a chance de o Alien encontrar o jogador. O jogador pode ir debaixo de mesas ou armários dentro de esconder do Alien, e, às vezes, tem que pressionar um botão para fazer Amanda prender a respiração para evitar fazer barulho. Os níveis são concebidos para exploração não-linear, com múltiplos pontos de entrada e saída para cada sala, fornecendo rotas alternativas para o Alien atacar ou o jogador escapar. O jogo tem uma interface minimalista que exige do jogador usar seu inventário para adquirir informações, como trazer o rastreador de movimento para localizar o Alien. Usando o rastreador de movimento aciona uma profundidade de efeito de campo para que o jogador possa focar-se ao rastreador ou o que está na frente, mas não pode se concentrar em duas coisas ao mesmo tempo. O rastreador de movimento só é capaz de detectar a localização aproximada do Alien quando está em movimento; ele não pode detecta a localização específica nem localiza o Alien se está parado. O jogo apresenta um sistema de construção, que permite ao jogador criar armas e ferramentas para se defender a partir de objetos coletados ao longo da estação Sevastapol. Os jogadores também encontram computadores e outros dispositivos que podem hackear para acessar informações ou desencadear ações. A saúde do jogo pode ser restaurada com kits médicos, embora todo ataque do Alien cause morte instantânea.
O jogo apresenta uma quantidade mínima de música, contando mais com o som ambiente para avisar o jogador do que pode estar acontecendo e também para melhorar a atmosfera. No entanto, existem algumas sequências com música, bem como o aumento de ruído sempre que o Alien pode ser nas proximidades. A Creative Assembly anunciou duas peças de conteúdo para download. Todos as versões compradas na pré-venda receberam um upgrade gratuito para o Nostromo Edition, que inclui a missão Crew Expendable, com o elenco de Alien procurando o Alien na Nostromo. Além disso, ao ordenar a Edição Ripley de varejistas selecionados, os jogadores receberam a missão Last Survivor, que apresenta Ellen Ripley ao final do filme, ligando a autodestruição da Nostromo e fugindo para a cápsula de fuga. Fora da campanha há um "Modo Sobrevivente" com missões e mapas com desafios, incluindo conteúdo extra por download lançado ao longo de 2014 e 2015.

## Enredo
Em 2137, 15 anos após os eventos de Alien, Amanda Ripley, filha de Ellen Ripley, é abordada pelo sintético Christopher Samuels, que a informa que a caixa-preta da Nostromo foi recentemente localizada por uma nave, a Anesidora, e está a bordo de Sevastopol, uma remota estação espacial – porto livre – de propriedade da Seegson Corporation, em órbita ao redor do gigante de gás KG348. Samuels oferece a Amanda um lugar na equipe da megacorporação Weyland-Yutani, enviada para recuperar a caixa preta da nave de sua mãe, de modo que ela possa saber qual o destino de tal desaparecimento. Ripley, Samuels, e Nina Taylor, viajam para Sevastopol a bordo da nave de correio Torrens, de propriedade da Capitã Verlaine. O grupo chega a Sevastopol e percebe que talvez a estação possa estar danificada. Ripley, Samuels, e Taylor tentam uma caminhada espacial até a estação para investigar mas seu cabo de segurança é rompido por escombros e Ripley é separada deles e forçada a entrar na estação por conta própria para sobreviver.
Ripley, na tentativa de encontrar uma maneira de entrar em contato com a nave Torrens, descobre que a ordem civil da estação foi quebrada completamente. Seegson vem tentando vender Sevastopol por anos e por isso diminuiu a estrutura da estação para uma equipe reduzida; agora com a equipe já reduzida a pequenos grupos assustadores, saqueadores paranóicos que acumulam recursos e rejeitam não-membros. Ripley é confrontada por um homem chamado Axel, que o convence a ajudá-la em troca de um lugar a bordo da Torrens. Axel explica que a situação atual é causada por um “matador” solto a bordo da estação e, logo após lhe dizer isso, um “monstro” aparece para matá-lo. Ripley finalmente encontra a caixa-preta da Nostromo mas, para seu espanto, descobre que ela não contém dados. Ela, então, tenta entrar em contato com a Torrens através do centro de comunicações da Sevastopol, no entanto descobre logo que quem comanda a estação, APOLLO, se tornou hostil, fazendo os androides matar qualquer um que tente enviar um pedido de socorro. Ripley consegue entrar em contato com Samuels e Taylor, descobrindo que Taylor foi ferida, dessa forma Ripley tenta buscar suprimentos médicos na enfermaria da estação para tratá-la.
Ripley chega à enfermaria e é assistida pelo Dr. Kuhlman (que mais tarde é morto pelo alien), antes de lhe mostrar o caminho para a dispensa. Recuperado os suprimentos, mais tarde ela se reúne com Samuels e Taylor, onde a equipe está sendo mantida presa por Marshal, Waits e seu vice, Ricardo. Waits explica que o alien foi trazido a bordo da estação por Henry Marlow, capitão da Anesidora que agora também está sendo prisioneiro de Waits. Ripley fala com Marlow e descobre que a tripulação de Anesidora descobriu o registador de voo perto do planetóide LV-426, onde eles também acharam uma nave abandonada, anteriormente encontrada pela tripulação de Nostromo contendo um ninho com ovos de aliens. A esposa de Marlow foi atacada por um facehugger e, buscando ajuda, Marlow a trouxe a bordo de Sevastopol para tratamento. Dessa forma passamos a compreender que o Alien que saiu de dentro dela é o responsável por aterrorizar a estação. Waits convence Ripley a ajudá-lo a conter o Alien, atraindo-o para uma área remota da estação, selando-o para dentro. Ripley alcança o objetivo mas o que Waits esqueceu de mencionar é que ele estava planejando usá-la como isca, ejetando o módulo com ela ainda dentro. Como ele a manda para o espaço, Ripley consegue encontrar um uma roupa espacial, se ejetar da câmara para o espaço e voltar para Sevastopol. O Alien é deixado para trás no módulo descartado e ambos são sugados para a gravidade do KG348.
Com a criatura eliminada, a situação a bordo da estação parece estar sob controle novamente até que, repentinamente, andróides da estação começam a abater a tripulação restante. As vítimas incluem Waits e seus homens, embora Ricardo tenha sobrevivido. Ripley tenta encontrar Samuels e descobre que ele está tentando fazer uma interface com controlador da estação de inteligência artificial APOLLO, a fim de cessar a matança. Samuels tenta parar APOLLO mas contramedidas defensivas de APOLLO desativa Samuels, mas não antes de ele conseguir abrir um caminho para Ripley no núcleo de controle de APOLLO. Ao chegar lá, Ripley descobre que Seegson finalmente encontrou um comprador para Sevastopol: Weyland-Yutani, que instruiu Apollo para proteger o Alien, independentemente de quaisquer vítimas humanas. Ripley diz a APOLLO que o estrangeiro não está mais a bordo de Sevastopol e faz exigências para cessar toda a atividade mas APOLLO se recusa e volta sua atenção para o reator da estação. Determinada a descobrir o que está acontecendo, ela atravessa a base do reator, que foi convertido em um ninho contendo, possivelmente, centenas de Aliens. Ripley, em seguida, inicia seus planos para expurgar o reator para destruir tanto os Aliens quanto o ninho, mas não obtém sucesso pois vários Aliens escapam e invadem Sevastopol.
Ripley aprende com Ricardo que o expurgo do reator redefine todos os sistemas em Sevastopol, incluindo os de comunicações. Ela também tem a informação de que Taylor foi enviada por Weyland-Yutani para recuperar o Alien, e que ela libertou Marlow em troca da localização do LV-426. No entanto, Marlow a trai e a leva como refém a bordo da Anesidora. Ripley e Ricardo o perseguem na esperança de usar a nave para fugir. Ao explorar a Anesidora Ripley descobre uma mensagem adicional de sua mãe após seu relatório inicial dos eventos na Nostromo assim, finalmente, encerrando o mistério de seu desaparecimento. Pouco depois de ouvir a mensagem, Marlow aparece com Taylor e diz a Ripley que planeja sobrecarregar o reator de fusão da Anesidora para destruir a estação, garantindo assim que os Aliens não sobrevivam. Taylor bota Marlow para fora enquanto ele está reclamando com Ripley, e as duas juntas tentam impedir a detonação. Elas são bem sucedidas, mas é tarde demais, pois Marlow forçou o reator da nave para explodir. Taylor é, então, morta por uma descarga elétrica e Ripley é forçada a fugir da Anesidora sem ela.
Depois de escapar de volta em Sevastopol, Ricardo diz a Ripley que a explosão destruiu a matriz estabilizadora orbital da estação, fazendo com que toda a estação fique, lentamente, a deriva na atmosfera de KG348. Ripley e Ricardo conseguem contato com a Torrens para a extração, mas Ricardo é atacado e paralisado por um facehugger e Ripley é forçado a deixá-lo para trás. Depois de deixar a doca da nave, Ripley se prepara para o saltar no espaço em direção a Torrens mas é atacada por um Alien e levada para outro ninho de onde ela escapa. Ela, então, faz o seu caminho para fora para ajudar o Torrens a se separar da estação através de uma explosão controlada mas logo é cercada por aliens e depois jogada na nave devido à explosão. Sevastopol, em seguida, começa a cair em direção KG348 e explode em sua atmosfera. A bordo do Torrens, Ripley faz contato com o Capitão Verlaine e pergunta o que está acontecendo, mas não recebe resposta. Ripley, em seguida, faz o seu caminho para a ponte para encontrar Verlaine, mas é confrontado por um outro Alien. Ainda com sua roupa de astronauta Ripley é encurralado na câmara e é forçada a abri-la, lançando-se no espaço com o Alien.
A cena final do jogo retrata Ripley, à deriva e inconsciente em sua roupa espacial, despertada de repente pela luz de um holofote que atravessa seu rosto.

## Desenvolvimento
A Creative Assembly, mais conhecido por seu trabalho na série de jogos de guerra Total, começou a trabalhar no jogo após a conclusão da Viking: Battle for Asgard. A equipe de seis pessoas desenvolveram um pequeno jogo multijogador para lançar a ideia a Sega, um jogo de “esconde-esconde”, onde o papel estrangeiro tinha que ser controlado por um dos jogadores. O jogo foi “um pouco viral dentro Sega”, e que o projeto foi aprovado. Os desenvolvedores foram frustrados por não conseguir falar sobre seu próprio jogo durante Aliens: Lançamento conturbado Colonial Marines. O jogo apresenta tiroteios limitado como o estúdio achou que os jogos orientados para a ação, tais como Dead Space ter "marginalizados verdadeiro horror" jogos. Um número substancial de ex-funcionários Crytek também trabalhou em Alien: Isolation.
Tivemos essa regra: Se um prop não poderia ter sido feito em 1979 com as coisas que eles tinham ao redor, então não faria isso também.
– Jon McKellan, design art chumbo [18]
Embora ele é definido no futuro, a tecnologia do jogo é modelado após o primeiro filme estrangeiro. Para conseguir isso, o estúdio emulado os processos criativos usados no filme real, e que estava disponível naquele momento. artistas do jogo estudou arte conceito original de Ron Cobb e utilizado versões do computador tablet de seus instrumentos de desenho. Em jogo-objetos devem ser derivados de itens disponíveis para a produção do filme, enquanto os computadores têm monitores monocromáticos e gráficos simples. Para criar período distorção autêntico em monitores no jogo, os desenvolvedores registraram suas animações do jogo em Onto VHS e gravadores de vídeo Betamax, em seguida, filmou as sequências que jogam em um “velho cheio de curvas TV portátil” enquanto ajusta as configurações de rastreamento. O alien em si foi projetado para ser semelhante ao projeto original de HR Giger para a criatura do primeiro filme, incluindo a cabeça semitransparente com crânio visível por baixo, ao contrário dos modelos que foram usados para continuações do filme. Entretanto os desenvolvedores fizeram alterar o design do estrangeiro para caracterizar pernas recurvadas em oposição às pernas mais humanóides o monstro tinha no filme original, a fim de proporcionar o estrangeiro um ciclo de caminhada que iria realizar-se ao escrutínio durante longos encontros com o jogador. A Creative Assembly criado entre 70 e 80 conjuntos diferentes de animação para o estrangeiro. 20th Century Fox fornecida The Creative Assembly com três terabytes de dados arquivados relacionados ao filme estrangeiro originais, incluindo notas sobre prop e cenografia, por trás da fotos cenas, vídeos e gravações de efeitos sonoros originais do filme, para ajudar a Creative Assembly autenticamente recriar a atmosfera do filme. Entre o material fonte fornecido pela 20th Century Fox, foi trilha sonora musical original do filme, ao qual os desenvolvedores regravou várias das pistas originais com uma orquestra completa, incluindo alguns dos músicos que trabalharam na trilha sonora do primeiro filme. Alien: Isolation possui um motor de som dinâmico que faz com que a música e os efeitos sonoros para mudar de modo apropriado com base sobre as ações dos jogadores, como se eles estão se escondendo ou fugindo do estrangeiro.
A primeira cobertura da imprensa veio em 12 de maio de 2011, quando Ed Vaizey visitou o estúdio e revelou em sua conta no Twitter que eles estavam contratando para um jogo estrangeiro. Nem o estúdio ou publisher seria lavrada em confirmar um gênero para o jogo, e não diria que se fosse um título de estratégia – a categoria A Creative Assembly é mais conhecido. No entanto, The Creative Assembly não confirmou a CVG que o jogo estaria fazendo o seu caminho para console, mas não especificou formatos. Diretor criativo Mike Simpson disse que ele tinha sido dada a directiva a ganhar prêmios por Sega, mas não era excessivamente pressionados porque “nós gostamos ganhando prêmios”. “Isto é muito mais um triple-A do projeto”, Sega Oeste chefe Mike Hayes acrescentou. “Queremos que este seja um ponto para os gostos de Dead Space 2”. O nome do jogo foi antecipado na sequência de um registro de marca, e o jogo foi formalmente confirmada com o lançamento de um trailer em 7 de janeiro de 2014. [carece de fontes?] O jogo foi ouro em 9 de setembro de 2014.

## Recepção

### Crítica
Alien: Isolation recebeu críticas bastante positivas. Muitos críticos elogiaram os ambientes, a estimulação, o carinho nostálgico para estrangeiros, mecânica furtivas de Ridley Scott, e a inteligência artificial do estrangeiro, enquanto alguns críticos destacou a campanha longa história, a narrativa banal, e má atuação dos dubladores. Agregando sites de análise GameRankings e Metacritic deu a versão Microsoft Windows 82,69%, com base em 16 avaliações e 81/100 com base em 40 avaliações, o PlayStation 4 versão 79,72%, com base em 44 avaliações e 79/100 baseado em 50 avaliações e do Xbox One versão 78,95% com base em 19 comentários e 78/100 baseado em 23 avaliações.
David Houghton de GamesRadar premiado com o jogo 4,5 / 5, elogiando os gráficos e inteligente AI que mantém o jogo imprevisível. Ele descreveu o jogo como “emocionante, cativante, profundamente gratificante” e afirmou que o jogo irá provavelmente fazer os jogadores se sentir mais vivo do que um jogo de vídeo tem em anos. Andy Kelly de PC Gamer deu 93/100, afirmando que o jogo é a única série estrangeiro sempre mereceu. Ele elogiou o projeto de áudio, bem como a inteligência artificial reativa do estrangeiro. Ele também afirmou que o ritmo foi perfeito, mesmo que ele levou cerca de 25 horas para terminar o jogo. Enquanto ele criticou a história decepcionante, bem como a dublagem plano e personagens não substanciais, ele resumiu o jogo como um “profundo jogo de ação furtiva, divertimento situado num mundo sci-fi evocatively realizado”. Alex Dale partir Oficial Xbox Magazine deu o jogo 9/10, descrevendo-o como um “thriller de stealth-horror único que combina grande ritmo e design inteligente com navalha afiada inteligência artificial que é imprevisível em todas as formas corretas”. No entanto, ele criticou a dificuldade do jogo, dizendo que os jogadores vão sofrer uma punição severa para os pequenos fracassos. Chris Carter de Destructoid deu ao jogo 8,5 / 10, elogiando o improvisado e dinâmica estrangeiro. Ele também elogiou o modo Survivor, descrevendo-a como a melhor parte do jogo porque oferecia jogadores diferentes sentimentos e experiências de cada vez eles tocaram-lo.
Dan Whitehead de Eurogamer deu ao jogo 8/10. Ele elogiou a iluminação e design de ambiente excepcionalmente atraente. Ele afirmou que o jogo criou alguns dos momentos mais tensos do jogo horror e memoráveis de sempre. Ele descreveu A.I. free-roaming do estrangeiro criação como “um golpe de gênio”. No entanto, ele criticou o sistema de elaboração como simples demais, a ponto de ser superficial, e ele descreveu o jogo como muito tempo. [40]
Dave Meikleham de computador e jogos de vídeo deu ao jogo 8/10, elogiando o seu design e horror momentos sonoros, mas notando que ele encontrou problemas ocasionais de taxa de quadro. Ele pensou que se o jogo fosse 30% menor, seria uma experiência muito mais ousado e mais nítida. [37]
Jeff Marchiafava da Game Informer deu ao jogo 7,75 / 10. Ele também afirmou que é o jogo mais próximo de capturar a promessa da concessão estrangeira. No entanto, ele comparou o jogo Dead Space e acredita que os ambientes e ações não conseguiu incutir o sentimento de pavor que os filmes ou outros jogos de terror tinha entregue. Ele criticou a animação “madeira” dos personagens, bem como o mapa inúteis, e dublagem inexpressivo e diálogo.
Arthur Gies de Polygon deu ao jogo 6,5 / 10. Ele afirmou que o medo do estrangeiro logo tornou-se uma irritação devido a repetição do jogo. Ele também criticou o frustrante salvar sistema, como o jogo não possui um sistema de checkpoint, forçando os jogadores a jogar da mesma seção e outra vez.
Kevin VanOrd de GameSpot deu ao jogo 6/10. Ele pensou que o jogo fez bom uso do sistema de rastreamento de movimento, e os encontros de gato e rato com o estrangeiro poderia ser tenso e assustador. Ele elogiou a atmosfera retro-futurista no jogo, mas criticou o gameplay inconsistente e distâncias frustrantes entre save pontos.
Ryan McCaffrey da IGN deu ao jogo um 5,9 / 10. Ele achou decepcionante, apesar de ser um jogo estrangeiro perfeito no papel. Ele acreditava que os verdadeiros sustos de ser caçado por um alienígena imparável foram diluídos pela repetição, e criticou ritmo do jogo e “imprevisível” inteligência artificial.

### Prêmios
Alien: Isolation ganhou 2014 PC Gamer Jogo do Ano de 2014, Game of the Year 2014 GameFront's, Best Game Console do Kotaku Austrália of The Year 2014, e Melhor Jogo global do Ano de 2014, GamesRadar Game's melhor Horror de 2014 (e também foi considerado o terceiro melhor jogo global de 2014), foi considerado o melhor jogo do 2014 pelo New Statesman's, e o jogo também apareceu várias listas de fim de ano dos melhores jogos de 2014: foi classificada em 1º lugar na The Daily Telegraph's Top 25 Jogos de 2014, 2 Empire's Top 10 jogos de 2014, 2 in Time's Top 10 Jogos de 2014, [60] segundo a Associated Press's Top 10 Jogos de 2014, 4 em The Guardian's Top 25 Jogos de 2014, foi em os 10 melhores jogos de 2014 lista pelo Daily Mirror (não classificados), vice-campeão de Melhor Jogo do horror do Giant Bomb em 2014, 3 no top 50 jogos do leitor de 2014 por Eurogamer.

## Legado
Apesar da Sega ter admitido que as vendas do jogo haviam sido fracas, a Creative Assembly considerou a possibilidade de desenvolver uma sequência. Mais tarde, foi revelado que a maioria da equipe de projeto de Alien: Isolation não trabalhava mais na Creative Assembly, e que a empresa estava trabalhando em um jogo de tiro em primeira pessoa baseado em uma nova propriedade intelectual. Em 2016, foi lançada uma adaptação digital do jogo no formato de pinball, intitulada Aliens vs. Pinball, foi lançada para os jogos Zen Pinball 2 e Pinball FX 2 sendo ambos desenvolvidos pela Zen Studios. Duas histórias em quadrinhos dando sequência aos eventos do jogo, intituladas Aliens: Resistance e Aliens: Rescue, bem como uma romantização homônima escrita por Keith DeCandido, foram lançadas em 2019. Uma sequência derivada desenvolvida pela D3 Go e intitulada Alien: Blackout, foi lançada para dispositivos móveis em 24 de janeiro de 2019, enquanto uma adaptação do jogo no formato de websérie, intitulada Alien: Isolation – The Digital Series, foi lançada no IGN no dia 28 de fevereiro de 2019.